# Granite (Oregon)
Pour les articles homonymes, voir Granite (homonymie).
Granite est une ville américaine située dans le Grant en Oregon. En 2010 sa population était de 38 habitants.